# Symphionematoideae
Symphionematoideae (P.H.Weston & N.P.Barker, 2006) è una sottofamiglia di piante appartenente alla famiglia delle Proteaceae.

## Descrizione
Nella sottofamiglia Symphionematoideae le radici proteoidi sono assenti.
Sono piante ermafrodite. 
I cotiledoni sono non auricolati.
Le foglie sono alternate. I fiori sono penduli, con le antere libere, non apiculate. 
I carpelli sono penduli e brevemente stipitati.
Le infiorescenze sono bratteate o spicate, ma nel genere Symphionema sono spesso composte.
I filamenti dello stame sono uniti basalmente ai tepali. Non sono presenti ghiandole ipogine. Gli ovuli sono 1 o 2.
Il frutto è secco, indeiscente e monospermo; può essere non alato oppure alato con tre ali. 
I cromosomi, che possono essere 10 o 14, hanno una lunghezza media di 3,1 µm.

## Distribuzione e habitat
Le specie di questa sottofamiglia sono presenti in Tasmania e in Australia sudorientale.

## Tassonomia
La sottofamiglia è suddivisa in due generi:
- Agastachys (R. Br., 1810), 1 specie, presente in Tasmania
- Symphionema (R. Br., 1810), 2 specie, presenti in Australia sudorientale